# Poppo (II.) (Niederaltaich)
Poppo II. (* vor 1250; † 1289 in Niederaltaich) war ein  Benediktiner und von 1282 bis 1289 Abt der Abtei Niederaltaich.
Nach den internen Unruhen im Konvent von Niederaltaich unter dem 1282 ermordeten Abt Volkmar gelang es seinem Nachfolger Poppo II., den Frieden wiederherzustellen. „Die Erfahrungen, die er durch seine Tätigkeit in der Reformierung der Benediktinerklöster in den Bistümern Regensburg und Salzburg gewonnen hatte, kamen ihm dabei zugute. Dass er sich sogleich nach seiner Wahl für die schuldigen Mönche einsetzte, zeugt von seiner Hochherzigkeit. Er wandte sich an den Papst Martin V. mit der Bitte um eine Vollmacht für ihn selbst oder den Bischof von Passau oder von Regensburg, damit jene Mönche unter Auflage einer Buße von der Exkommunikation freigesprochen werden könnten.“
Sein Grabstein ist in der Klosterkirche erhalten.